# Фастбэк

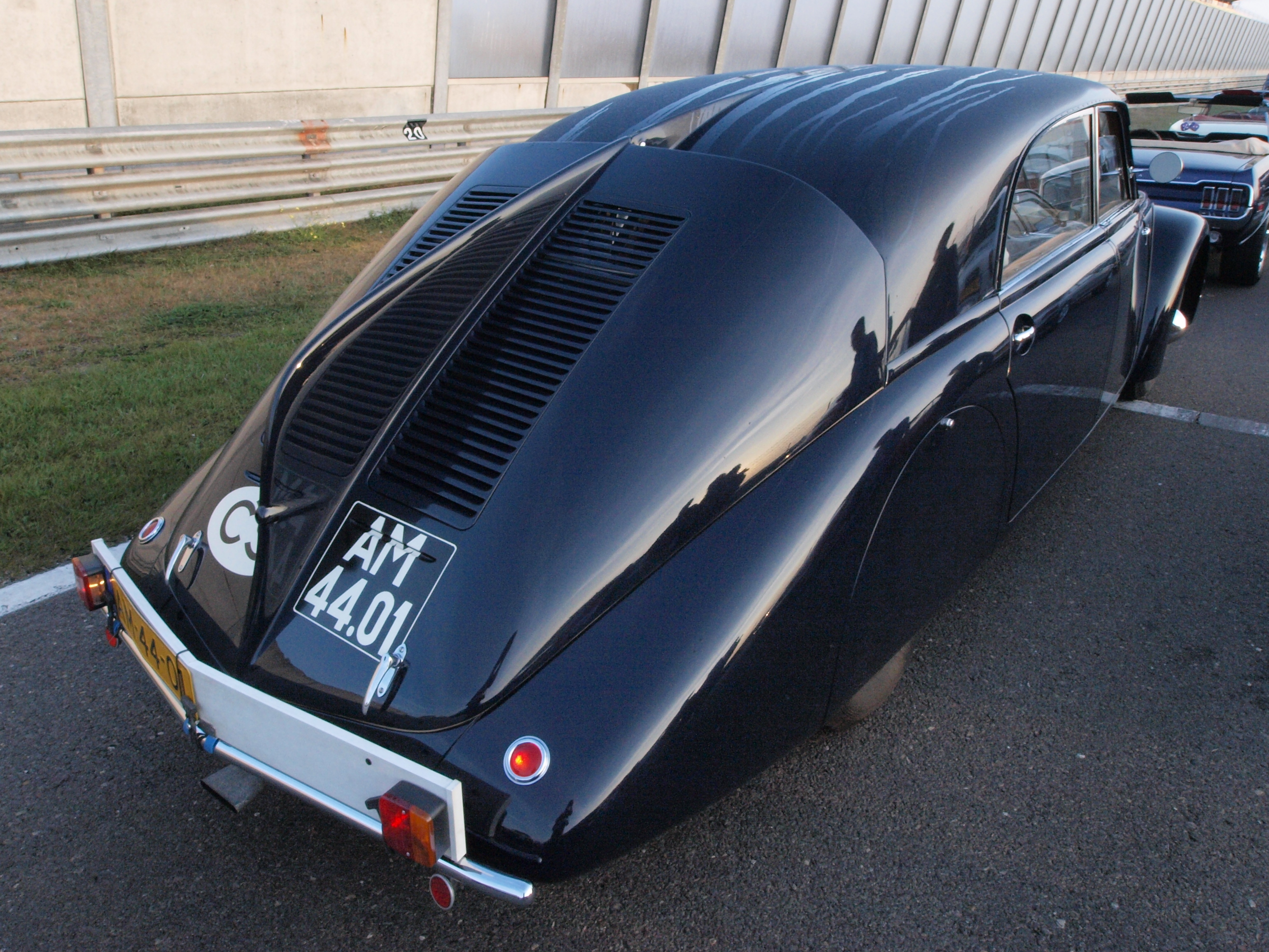
«Татра Т77» — один из первых серийных фастбэков.

Фастбэк (англ. fastback - Стремительный/Стремящийся зад) название которое возникло во время аэродинамических тестов спортивных автомобилей в аэротрубе, такой кузов создает меньшую турбулентность (меньшее сопротивление), чем обычные трехобъемные кузова.

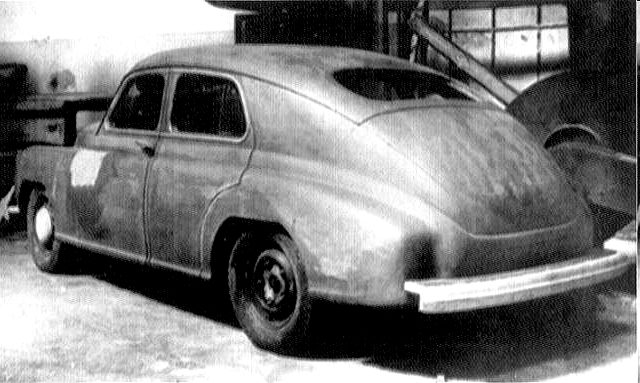
«Победа» — типичный представитель фастбэка 1940-х годов в понтонной стилистике.

Фастбэк (англ. fastback, нем. schrägheck — наклонная задняя часть) — собирательное название различных типов автомобильных кузовов, имеющих покатую форму крыши, плавно, без ступеньки, переходящей в крышку багажника. Кроме того, в прошлом в некоторых странах термином «фастбэк» обозначали отдельный тип кузова; в настоящее время подобное обозначение нередко используется коллекционерами, причем зачастую более широко, чем в годы существования таких автомобилей. Фастбэк — как и лифтбек являются вариацией хэтчбека.

## Определение

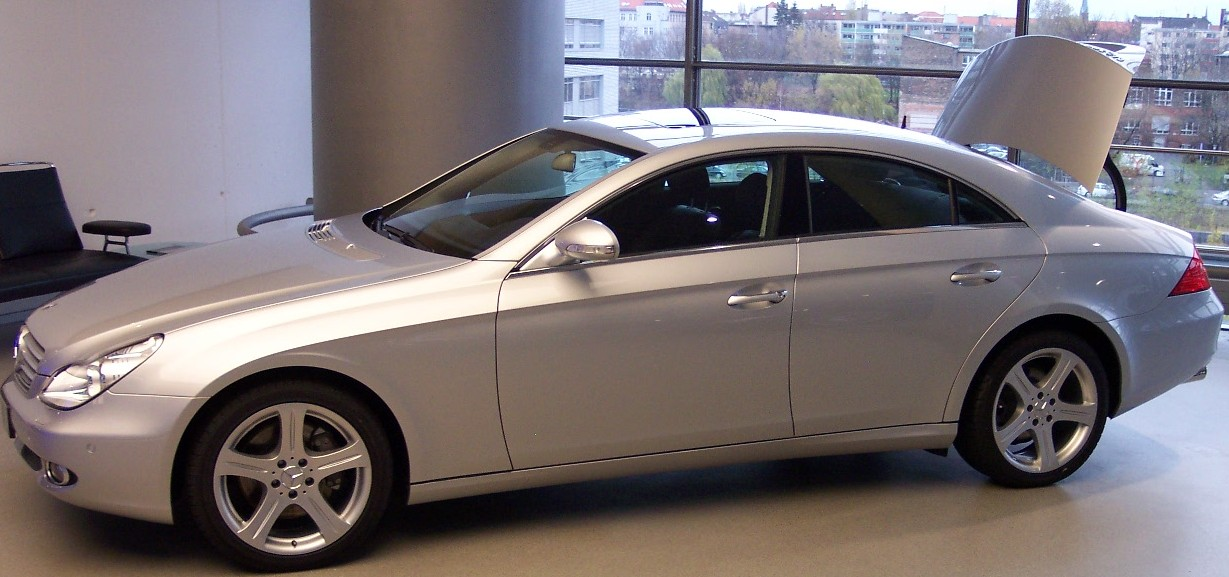
Mercedes-Benz CLS — современный автомобиль с кузовом фастбэк с неподвижным задним стеклом.

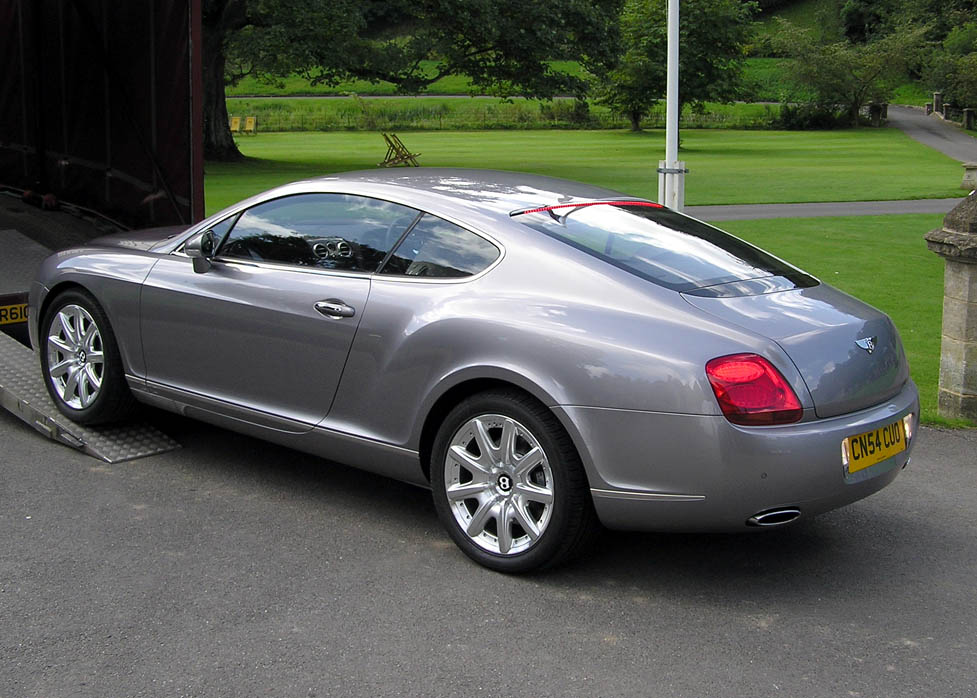
Bentley Continental GT.

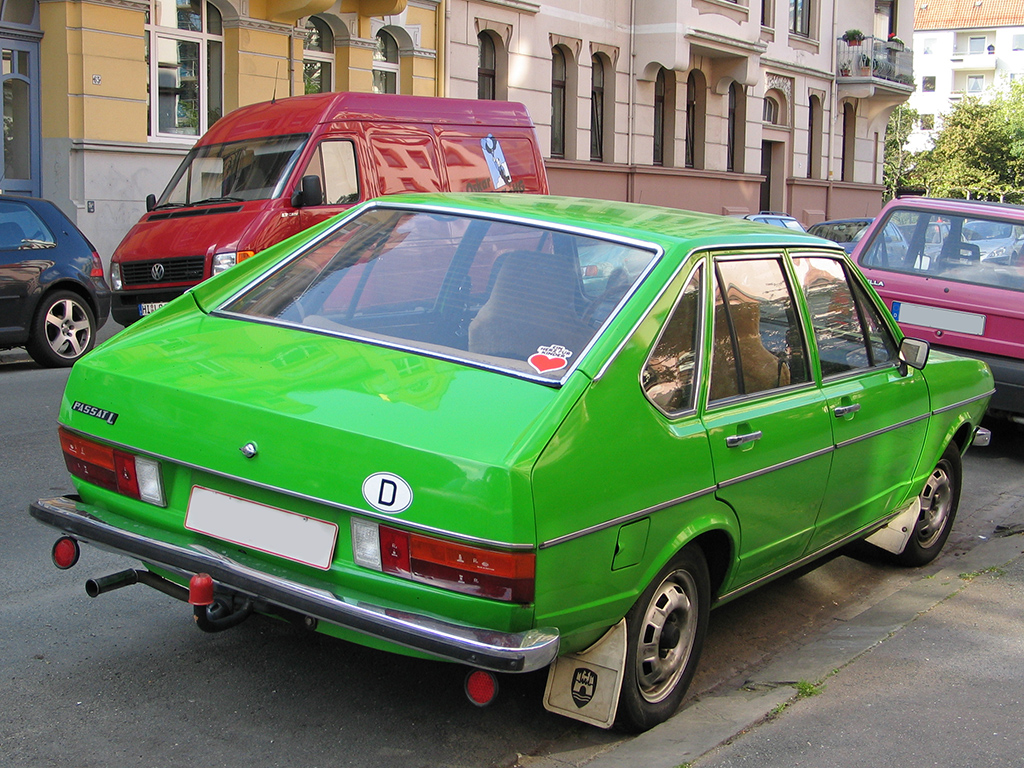
Volkswagen Passat B1 в кузове fastback существовал параллельно с хетчбэком той же модели.

В настоящее время термин «фастбэк» обычно используется именно для того, чтобы отделить от хетчбэков автомобиль с покатой крышей и неподвижным задним стеклом, зачастую — подчеркнуть его спортивную направленность. Именно по такому принципу фастбэком называют автомобиль Mercedes-Benz CLS, который носит коммерческое обозначение «четырёхдверное купе». С другой стороны, история знает и противоположные примеры, когда хетчбэки носили коммерческое обозначение «фастбэк» с целью подчеркнуть спортивную направленность модели, таким образом, данный вопрос является дискуссионным и во многом зависит от политики компании-производителя. Это противоречие можно разрешить таким образом:
- термин «фастбэк» в значении форма кузова описывает любой автомобиль с покатой крышей — например, некоторые хетчбэки и лифтбэки, седаны вроде «Победы» или универсалы типа Audi 100 Avant образца 1983 года;
- термин «фастбэк» в значении тип кузова может означать в том числе кузов, по форме напоминающий хетчбэк, но не имеющий двери в задней стенке, с неподвижным задним стеклом и обычной крышкой багажника под ним.

## Аэродинамика фастбэка
В 1920—1930-е годы создатели автомобилей с каплевидной задней частью кузова, как правило, преследовали сугубо утилитарную цель — улучшить обтекаемость за счёт снижения аэродинамического сопротивления. Именно это заявлялось в качестве главного преимущества фастбэка в научно-популярных публикациях 1930—1940-х годов. Со временем стало очевидным, что с точки зрения аэродинамики кузова каплевидной формы по сути бесперспективны для серийных автомобилей: хотя по сравнению с угловатыми формами массовых моделей тех лет они действительно давали ощутимый выигрыш в обтекаемости, резервов для дальнейшего её улучшения применительно к автомобилю общего назначения они не имели.
Ещё в 1930-х годы швейцарский специалист в области аэродинамики Вунибальд Камм нашёл более удачное решение — так называемый «каммбэк», ту же восьмиметровую идеально обтекаемую «каплю», но доведённую до приемлемой длины за счёт «обрубленного» хвоста, заменённого вертикальной задней стенкой кузова. Такая форма кузова не только имела неплохую обтекаемость, но и создавала прижимающую силу, улучшающую сцепление шин автомобиля с дорогой, способствуя безопасности движения. Однако по соображениям дизайна массового распространения таких кузовов долго не происходило, так как они не вписывались в сложившиеся представления о внешнем виде автомобиля. Серьёзный интерес к работам Камма проснулся лишь во время бензинового кризиса 1970-х годов. Некоторые ранние «каммбэки» тех лет, например Citroën SM и Citroën CX, всё ещё воспроизводили в общих чертах обводы фастбэка, сохраняя характерную для него покатую линию крыши и длинный, как у седана, задний свес и отличаясь от типичных фастбэков лишь более выгодным с точки зрения аэродинамики меньшим углом наклона задней стенки кузова (такую форму из современных автомобилей имеют лишь некоторые кроссоверы, вроде Honda Crosstour и BMW X6, а также специфические люксово-спортивные пятидверные автомобили вроде BMW 5 Series Gran Turismo), однако со временем они стали эволюционировать в другом направлении — в сторону хетчбэка с «обрубленным» задним свесом и вертикальной задней стенкой кузова.
В определенные эпохи производились автомобили, кузова которых официально назывались фастбэками, либо к которым стало принято применять этот термин в наши дни.

### Ранние разработки
Первый кузов такого типа (но ещё не называвшийся этим термином) был создан еще в 1911 году французским конструктором Л.Фором. Его автомобиль на серийном шасси фирмы «Грегуар» (Grégoire) имел «яйцевидную» (согласно оригинальной терминологии) заднюю часть кузова, что придавало ему хорошую для тех лет обтекаемость, кроме того, отмечалось, что автомобиль практически не образовывал при движении шлейфа пыли, что было типично для тогдашних кузовов с плоской задней стенкой. Тем не менее, в те годы этот тип кузова не прижился ввиду своей необычности и плохого сочетания такой формы задней части с дизайном автомобилей тех лет.

### 1930—1950-е годы

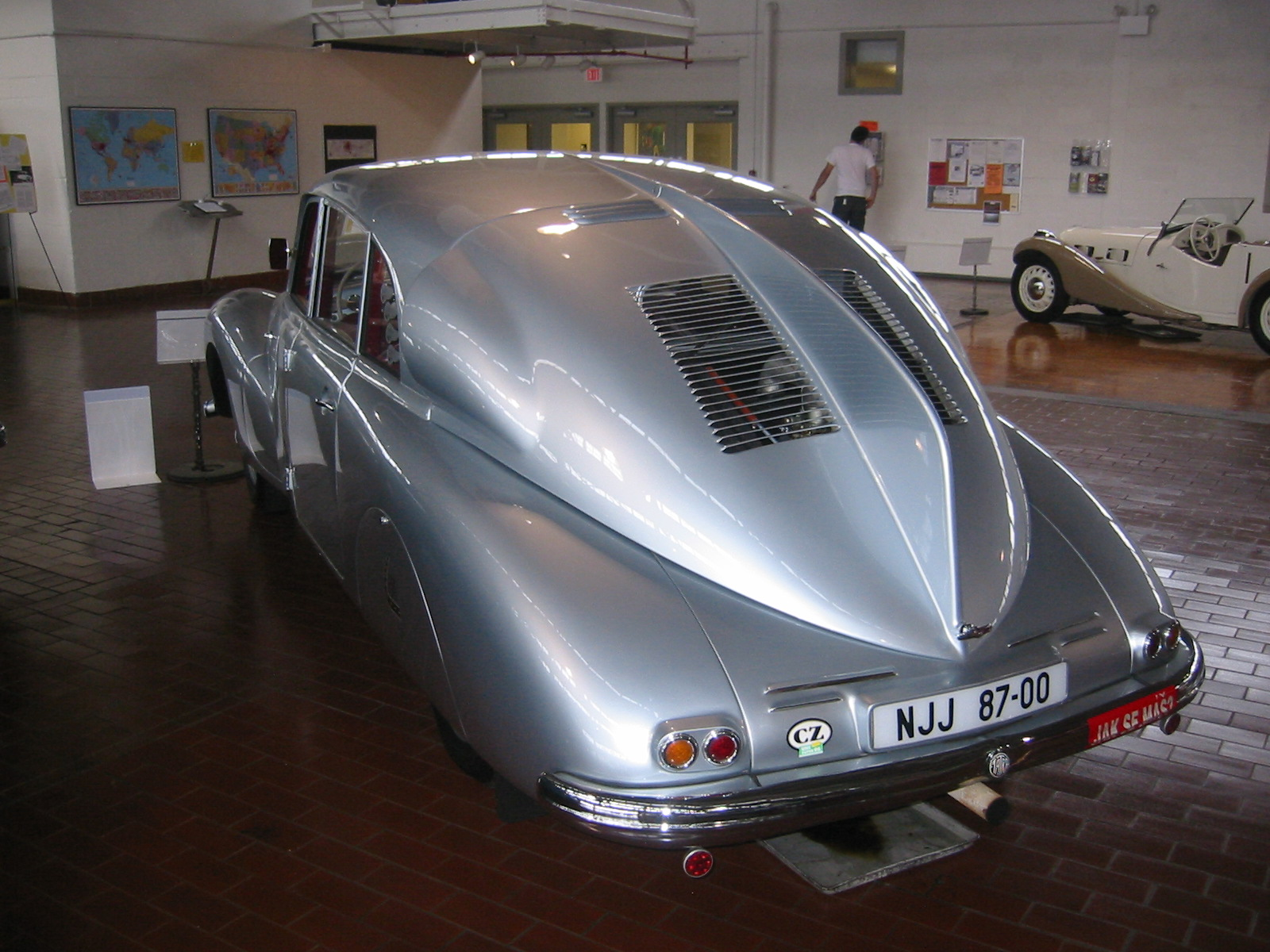
Tatra T87 имела кузов типа «фастбэк», хотя в те годы он так не обозначался.

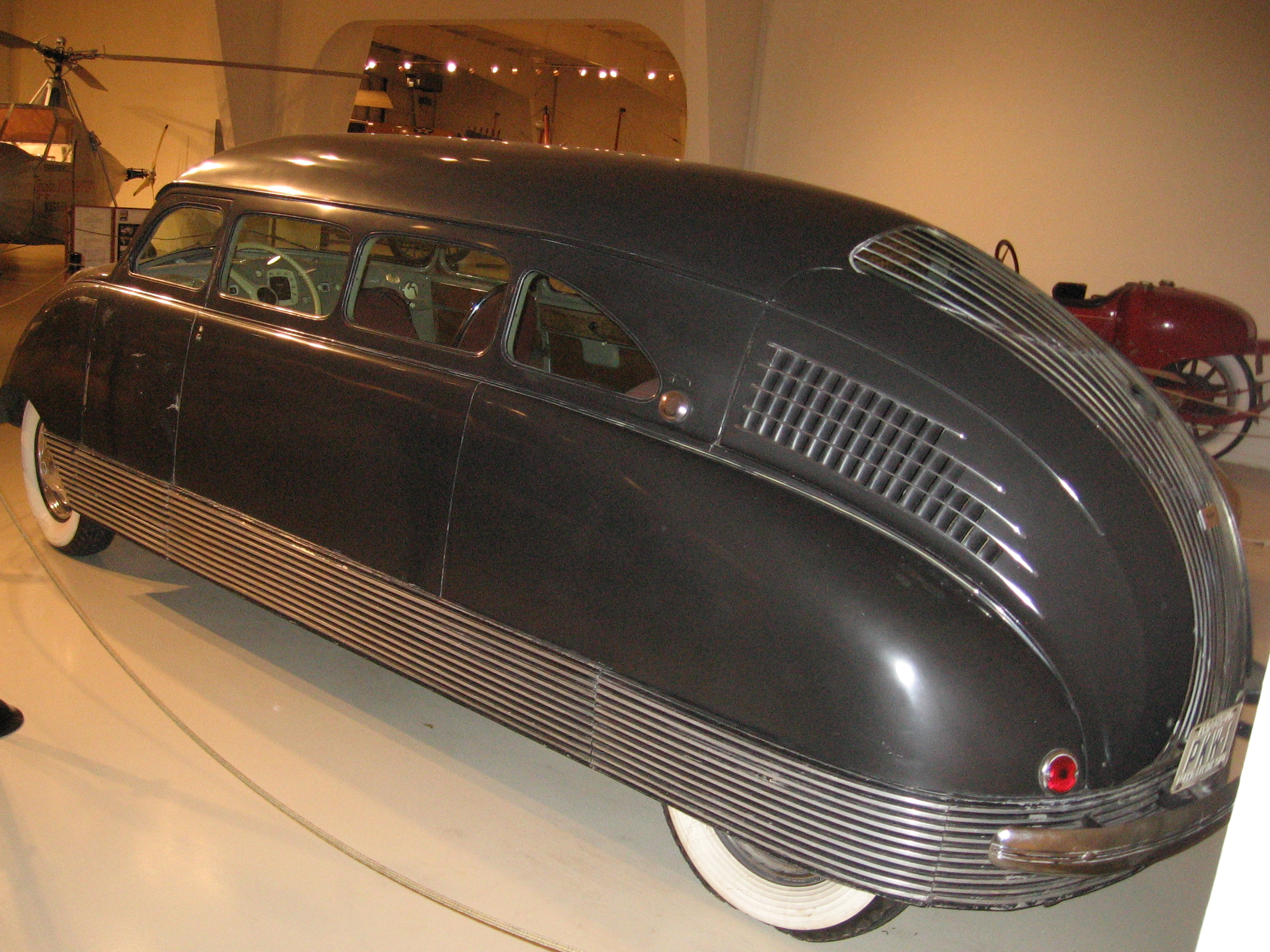
Малосерийный 1935 Stout Scarab. Считается первым в мире минивэном.

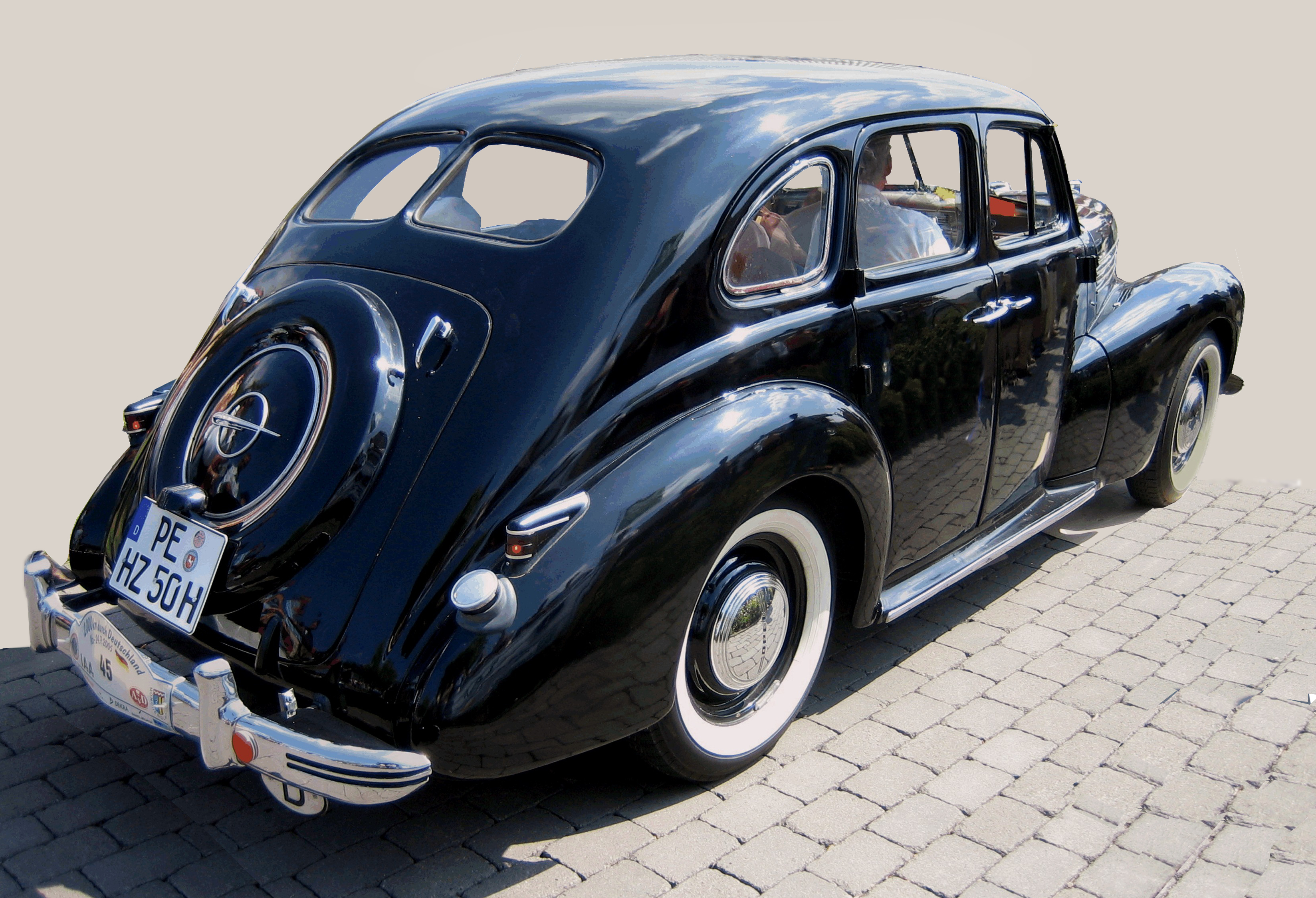
Opel Kapitän 1939 года — кузов 1930-х годов, созданный под влиянием более радикальных каплевидных фастбэков.

В середине 1930-х годов в стремлении улучшить аэродинамику автомобиля появляются серийные модели с каплевидной задней частью кузова, такие, как чехословацкие Tatra T77 и Tatra T87 (конструктор — Ганс Ледвинка (англ. Hans Ledwinka)). В длинном хвосте каплевидного кузова, неудобном для размещения пассажиров, у этих моделей был установлен двигатель. Появляются и автомобили «классической» компоновки с такой формой кузова.
Под влиянием пионерских фастбэков 1930-х годов начала меняться форма кузовов массовых моделей — задняя стенка из вертикальной становится наклоненной вперёд, обводы закругляются. Тем не менее, большинство дизайнеров не пошло дальше этого.
Пик популярности фастбэков пришёлся на конец 1940-х — начало 1950-х годов, когда они имелись в производственной программе многих американских производителей (Ford, Chevrolet, Pontiac и другие) и имели довольно широкое распространение в Европе — «Победа» М-20 (дизайнер — Вениамин Самойлов), Borgward Hansa 2400, Ford Vedette и другие.

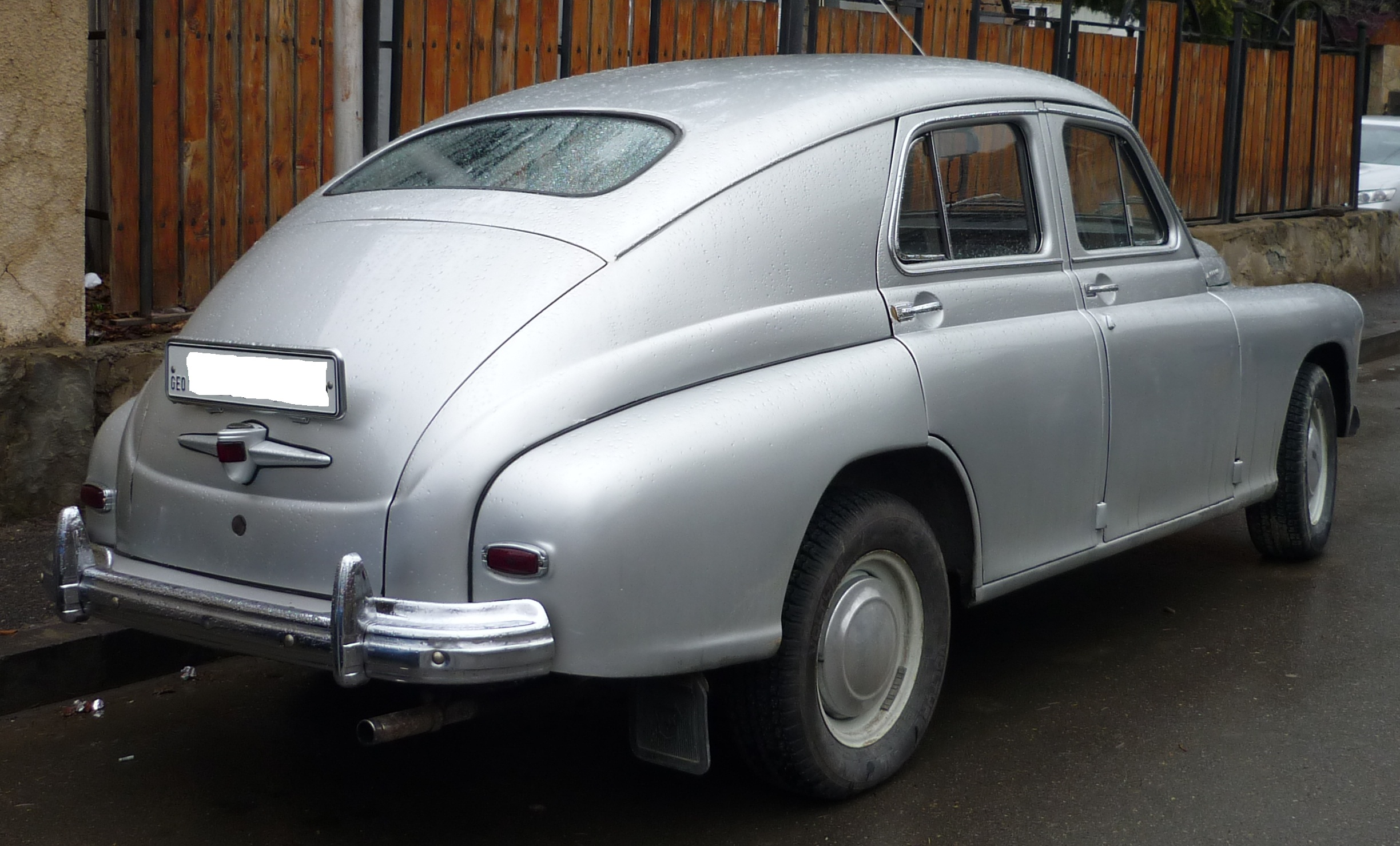
Советский фастбэк «Победа» ГАЗ М-20, 1946—1958 годы.
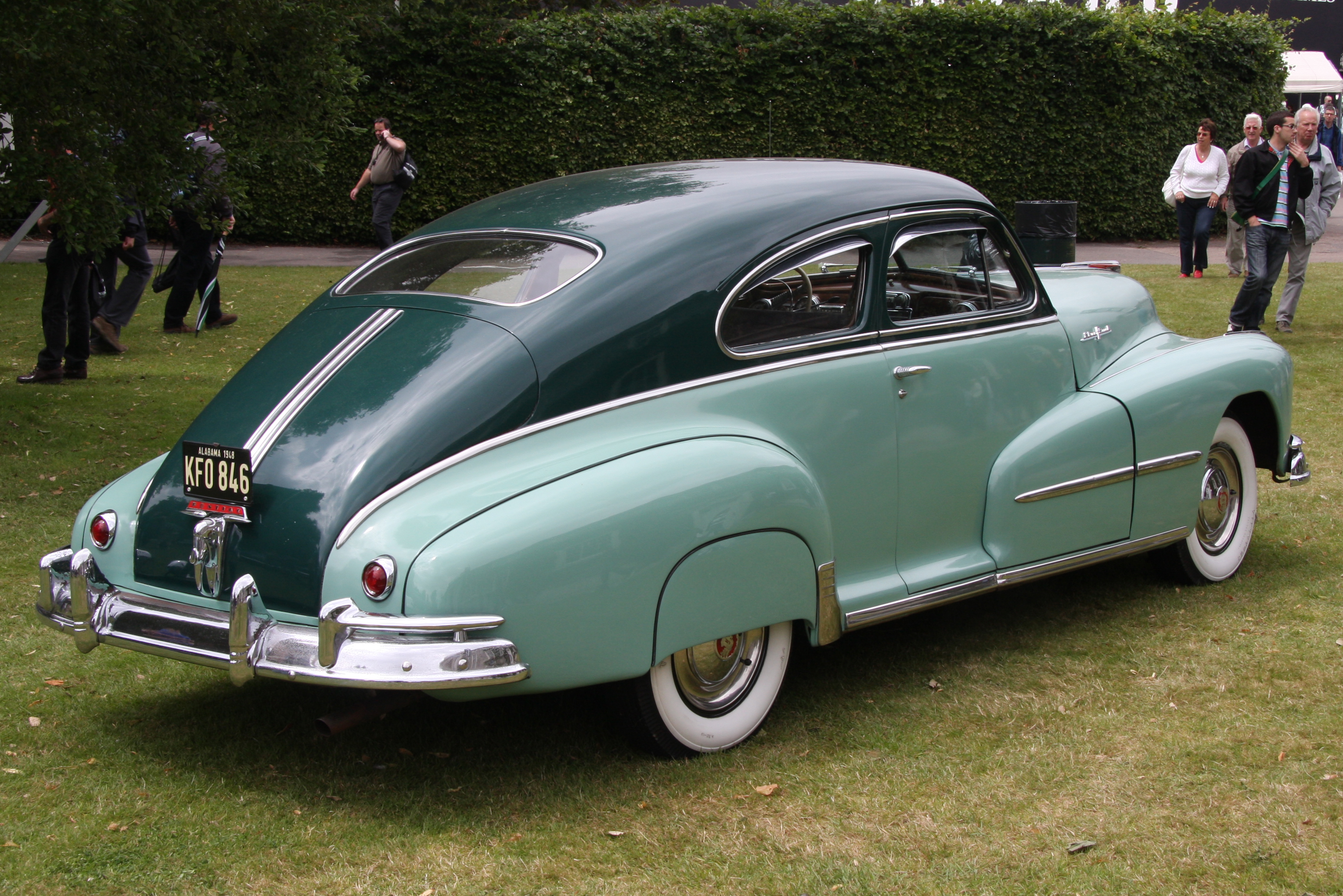
Pontiac Streamliner модели 1948 года.
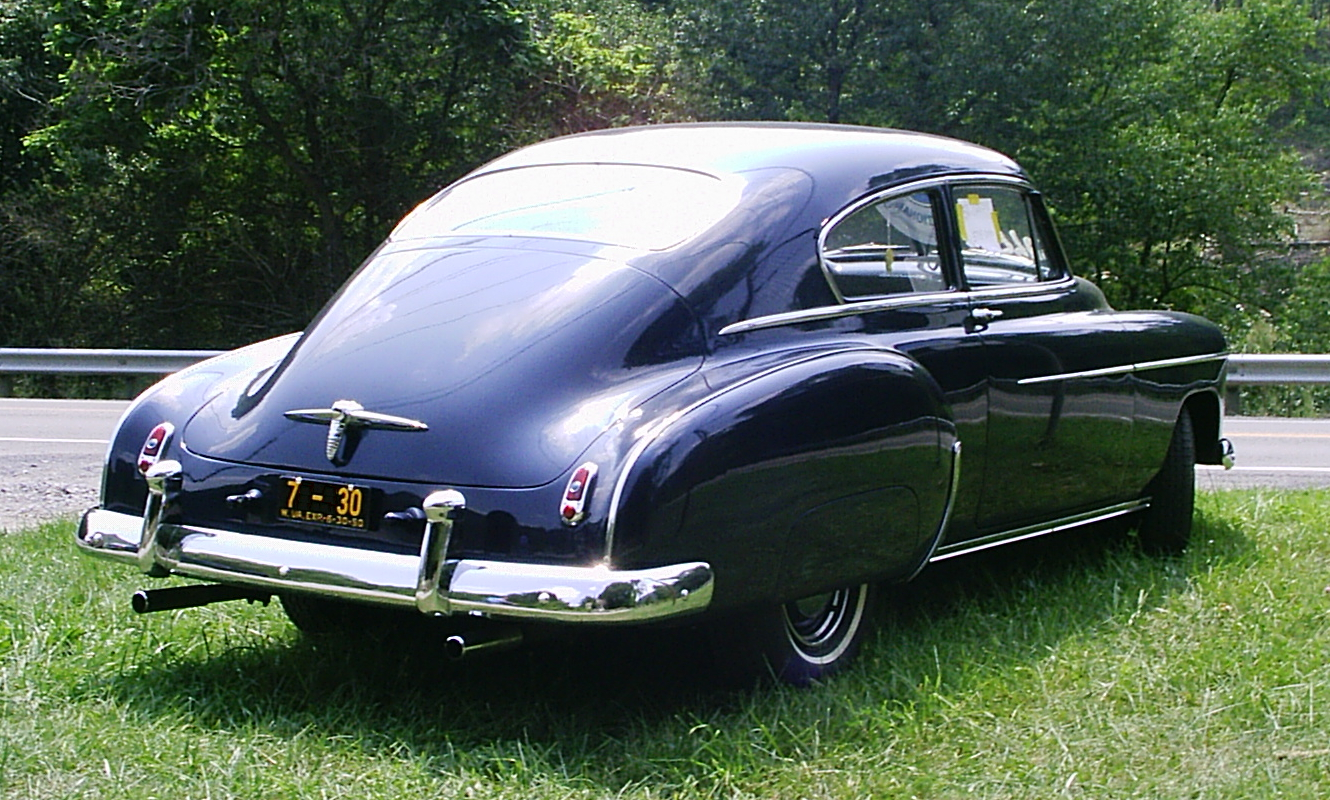
Американский фастбэк («аэроседан») Chevrolet модели 1950 года.
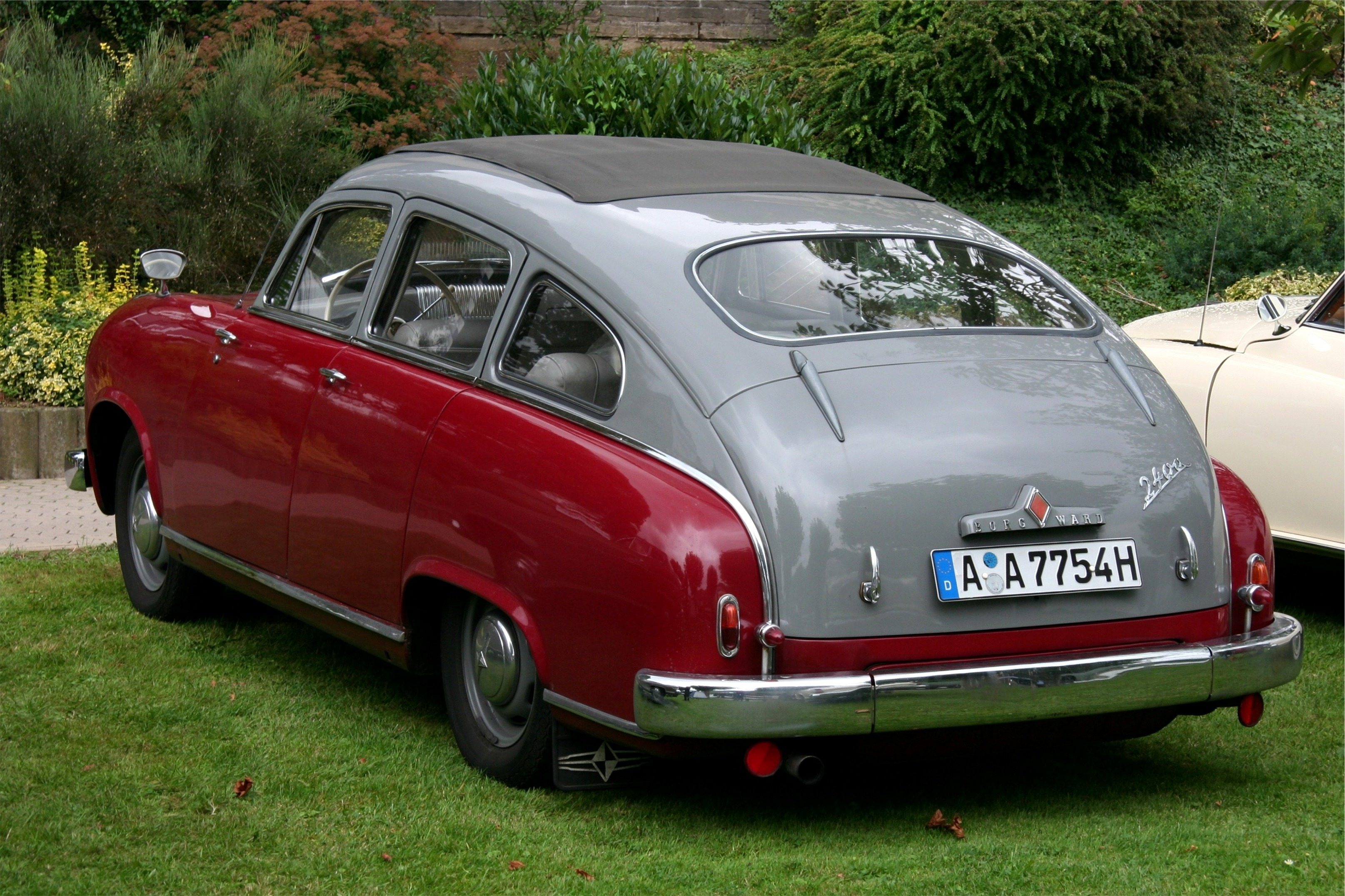
Европейский фастбэк Borgward Hansa 1952—1955 годов.
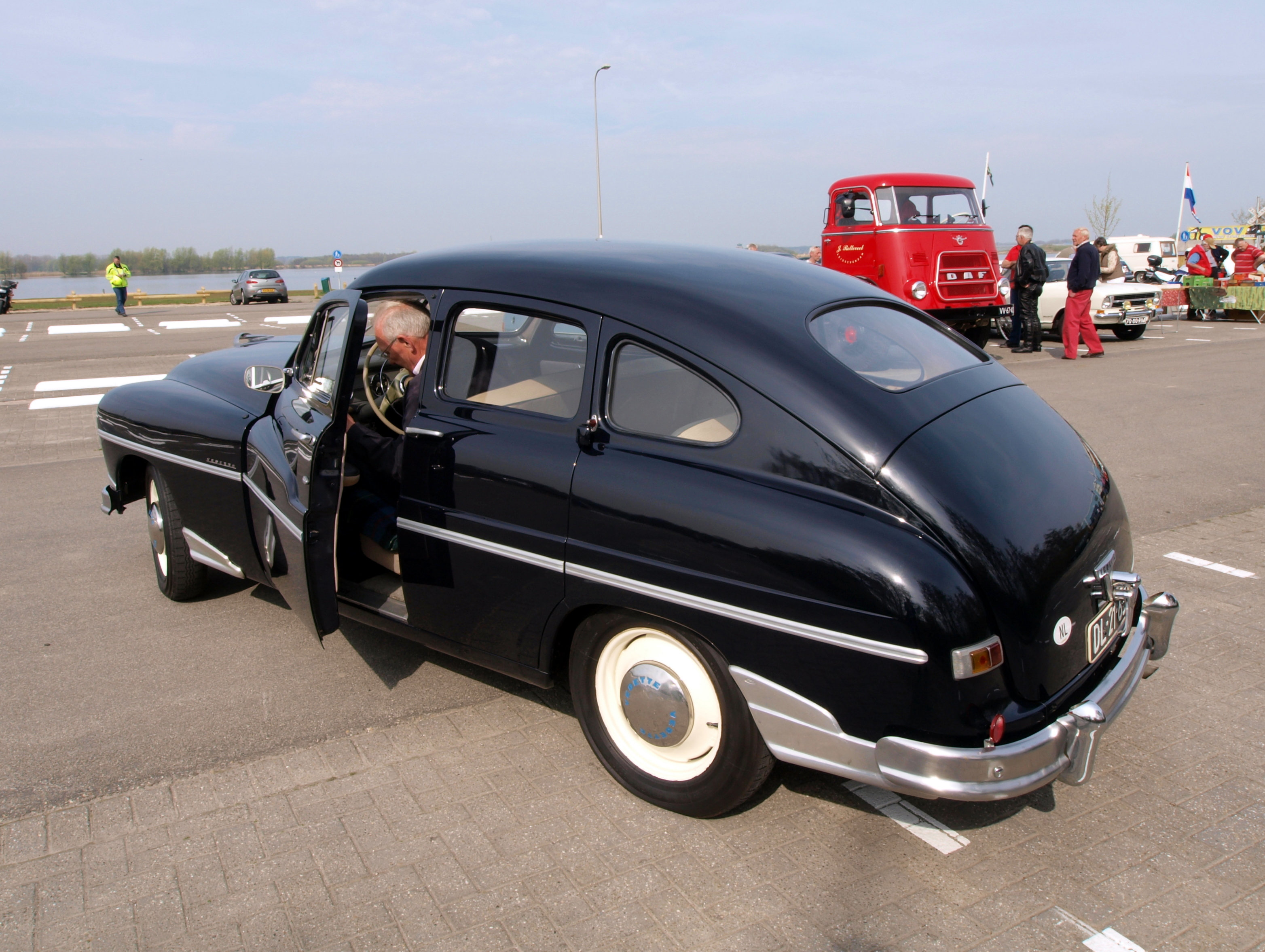
Европейский фастбэк Ford Vedette 1952 года.
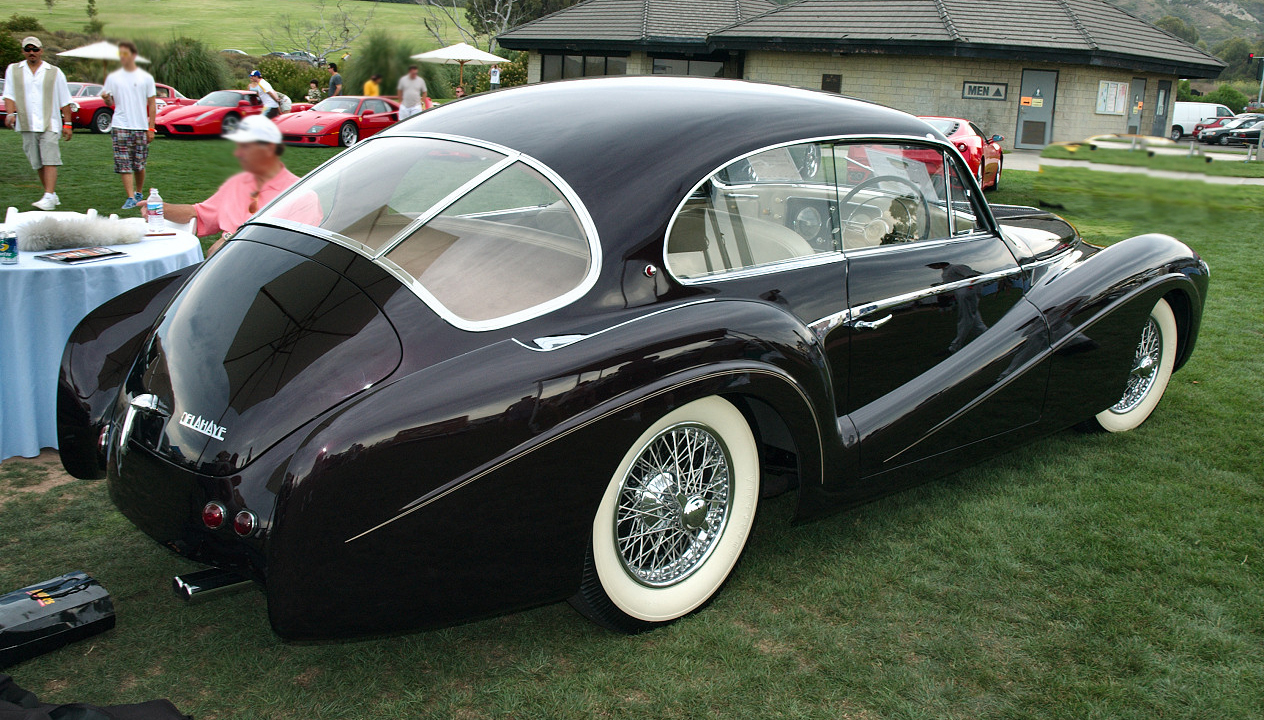
Фастбэк-купе на шасси Delahaye 235M 1953 года.
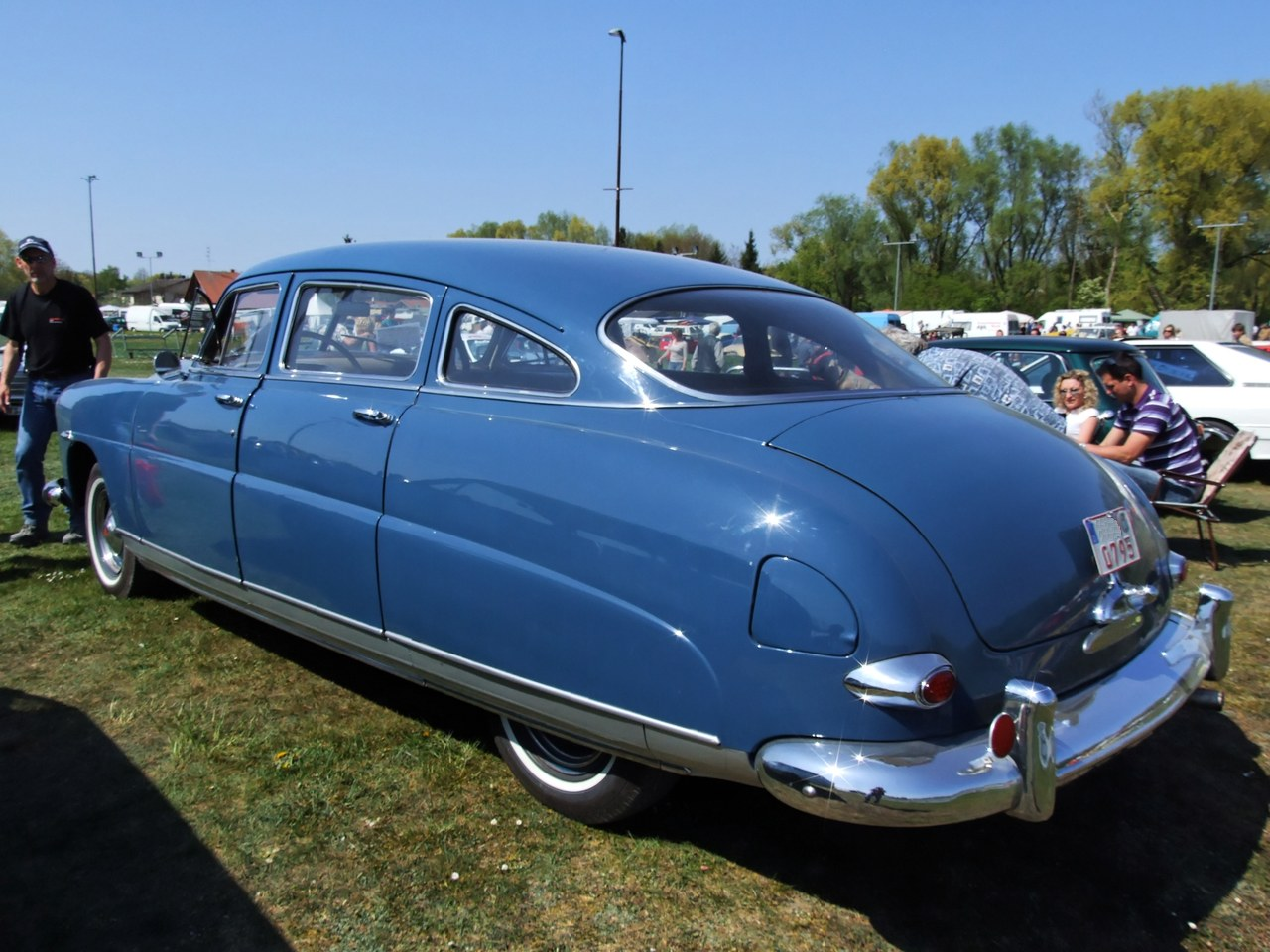
Hudson Hornet 1954 года — один из последних американских фастбэков 1950-х годов.
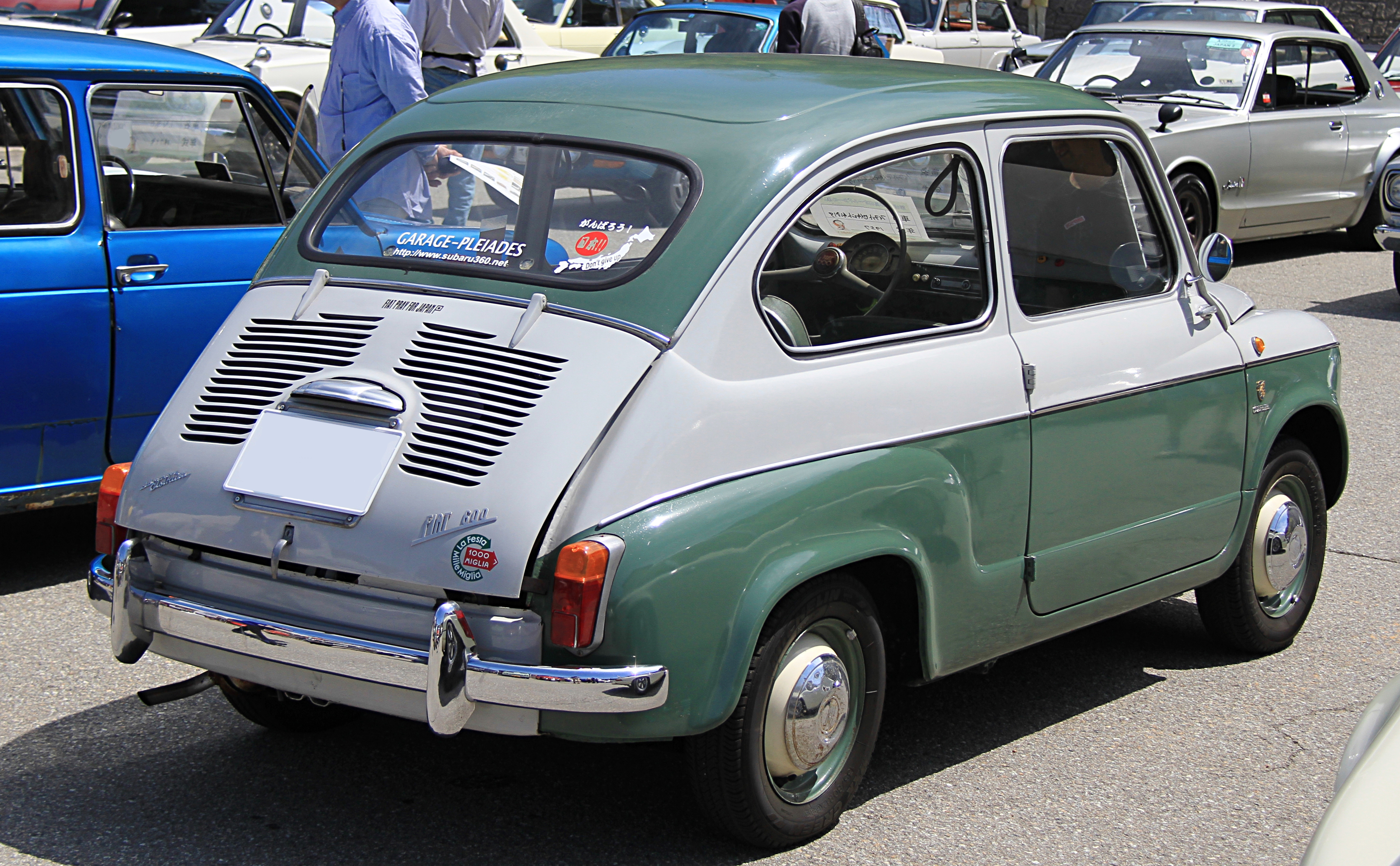
Fiat 600 1955—1975 годов — один из последних европейских фастбэков.

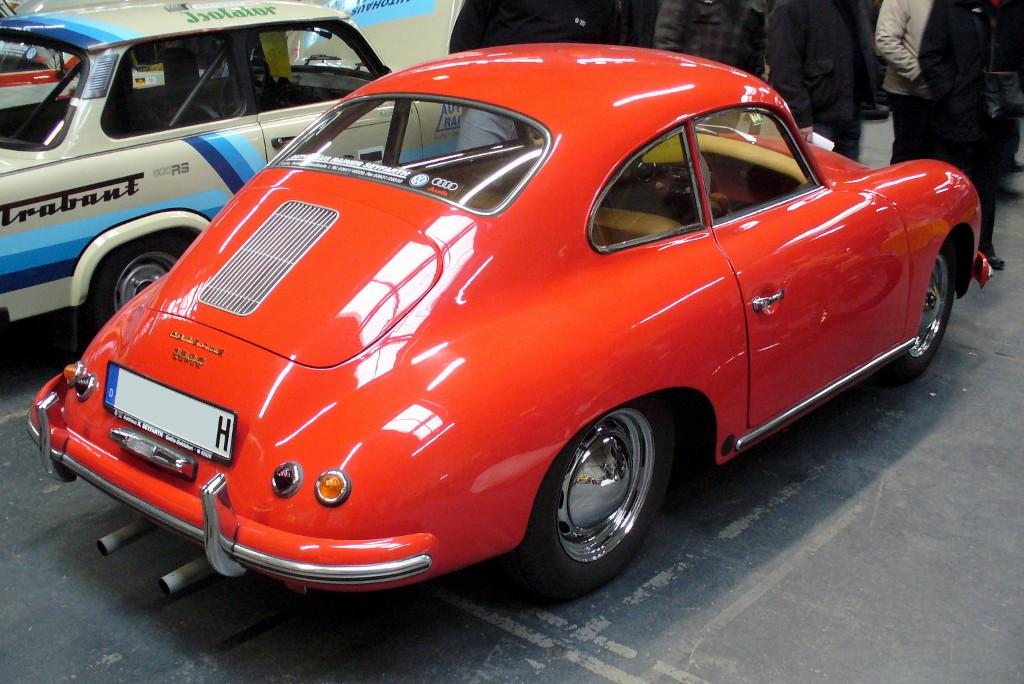
Заднемоторный Porsche 356

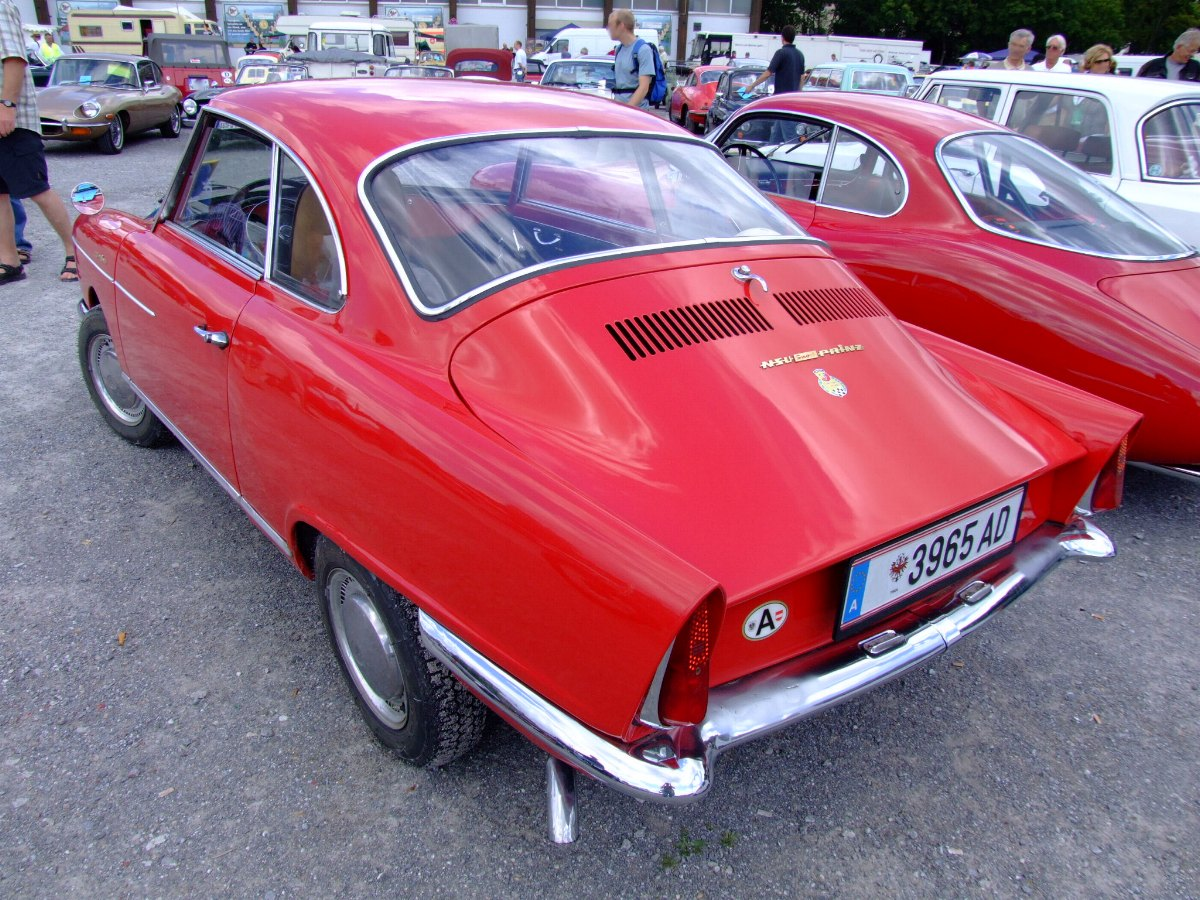
NSU Sportprinz, 1958 год. В «хвосте» кузова поперечно размещался высокий рядный двигатель.

Само по себе название «фастбэк» появилось в США в конце 1930-х годов и изначально являлось фирменным. Большинство автомобилей с таким кузовом так в то время не называли; только в настоящее время этот термин часто распространяют на все аналогичные автомобили данной эпохи. Так, «Победа» во всех справочниках обозначена как седан, хотя сам термин «фастбэк» в СССР был известен и впоследствии употреблялся по отношению к ней в ряде популярных публикаций; применительно к автомобилям Chevrolet термином для обозначения кузова с каплевидной задней частью служило слово «аэроседан» (Aerosedan), использовавшееся в названии ряда моделей; Pontiac использовал обозначения Streamliner и Torpedo; Ford никак не выделял кузова данного типа, использовавшиеся на моделях 1937—1948 годов. В целом же, стиль автомобилей тех лет сегодня нередко собирательно обозначается словом Streamline (англ. «линия обтекания»).
Между тем, к середине 1950-х выпуск массовых моделей с кузовом такого типа был в основном свёрнут: изменились тенденции моды, а также была выявлена его низкая функциональность.
Так, глухая задняя стенка кузова с небольшим, сильно наклоненным стеклом давала плохую обзорность, каплевидная форма кузова уменьшала пространство над задним рядом сидений, доступ к багажнику был неудобен (у многих фастбэков первого поколения он вообще осуществлялся изнутри машины, через спинку заднего дивана, например, SAAB 92). В результате кузов фастбэк на автомобилях общего назначения был довольно быстро вытеснен классическим типом трехобъемного седана практически полностью. Таким образом, кузова, условно называемые в наше время общим термином фастбэк, оказались своего рода переходным звеном от двухобъемного седана 1930-х годов с вертикальной задней стенкой кузова (ГАЗ М-1) к трехобъемному седану 1950-х годов (ГАЗ-21).
После середины 1950-х годов каплевидную заднюю часть кузова сохраняли некоторые заднемоторные автомобили, для которых такая форма была в какой-то мере оправдана, особенно при необходимости расположения в задней части кузова сравнительно высокого рядного двигателя, удачно вписать который в обводы довольно низкого трёхобъёмного седана или купе было непросто, а также отдельные спортивные и подражающие им модели, вроде Porsche 356, уже скорее по традиции, чем по каким либо практическим соображениям.

### 1960—1970-е годы
В 1960-е годы стремление улучшить внешний вид и в меньшей степени аэродинамику серийных автомобилей снова привело конструкторов к кузовам с покатой крышей.

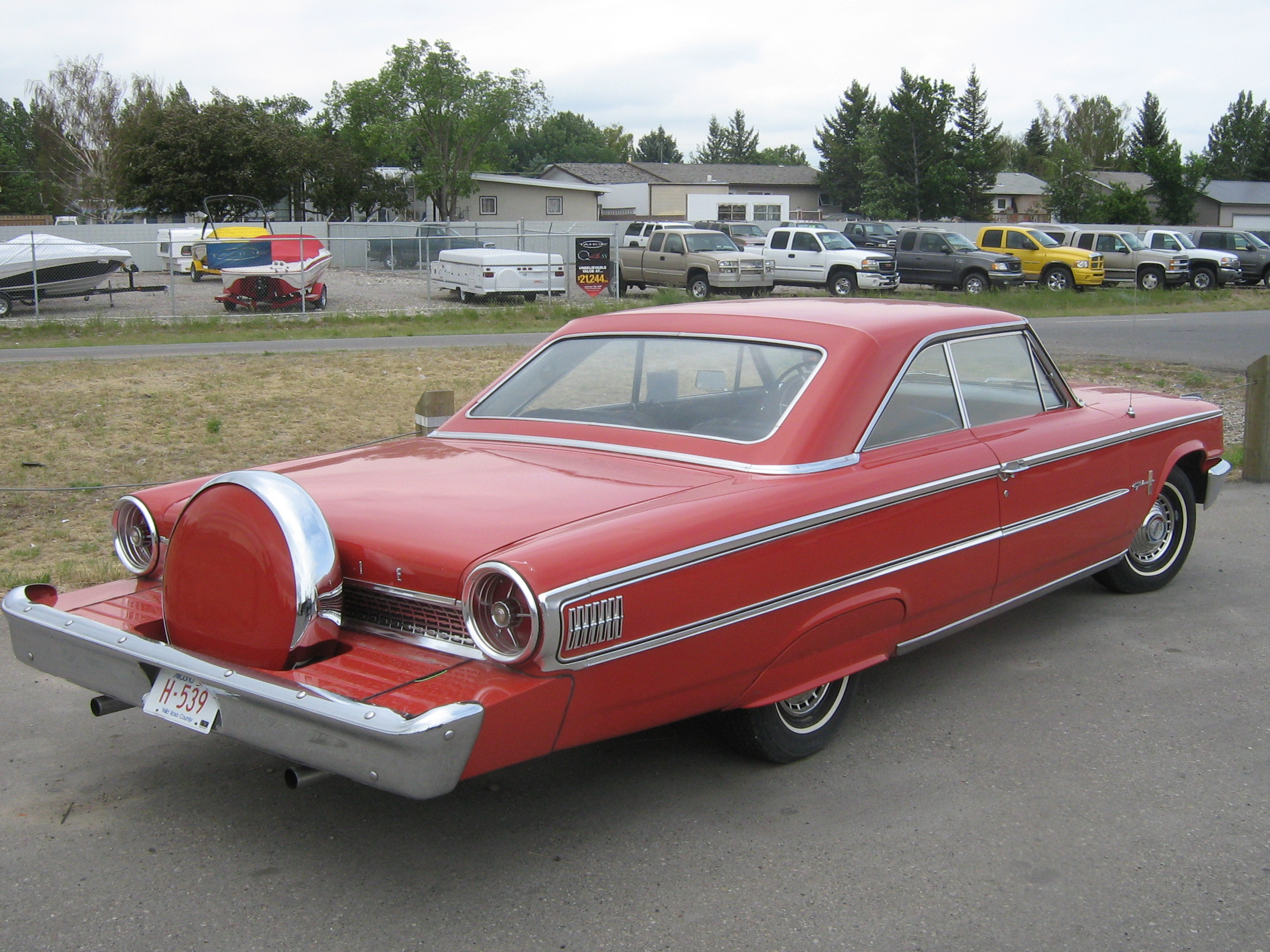
Ford Galaxie Sportsroof модели 1963 года — хардтоп-купе с покатой крышей, иногда обозначаемой fasttop, в противопоставление обычной крыше с более вертикальной задней стойкой — boxtop.

Еще в конце 1950-х годов в США, затем в Европе, стали появляться автомобили с двухдверными кузовами типа купе или хардтоп, имеющие очень длинную, плавно переходящую в багажник крышу — это были всё ещё трехобъемные кузова, но общая тенденция к визуально более обтекаемым формам на них прослеживается хорошо. В начале 1960-х годов подобные кузова стали называть fasttop или sportsroof. Так, автомобиль Ford Galaxie модели «1963 1/2» (то есть представленный в середине 1963 модельного года) с кузовом «двухдверный хардтоп» имел крышу прямоугольных обводов с более покатой, чем у седана, задней стойкой и фирменное название Sportsroof. Этот автомобиль изначально создавался специально для омологации в гонках NASCAR Stock Car Racing. Впоследствии название sportsroof было перенесено на фастбэки фирмы «Форд».

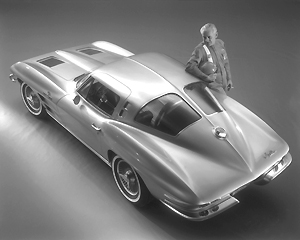
Corvette Sting Ray — первый американский фастбэк после почти десятилетнего перерыва.

Первым настоящим фастбэком в эту эпоху стал американский Chevrolet Corvette Sting Ray 1963 года. У него каплевидной была уже не вся задняя часть кузова, а только задняя часть крыши, утопленная в обычном угловатом основании кузова.

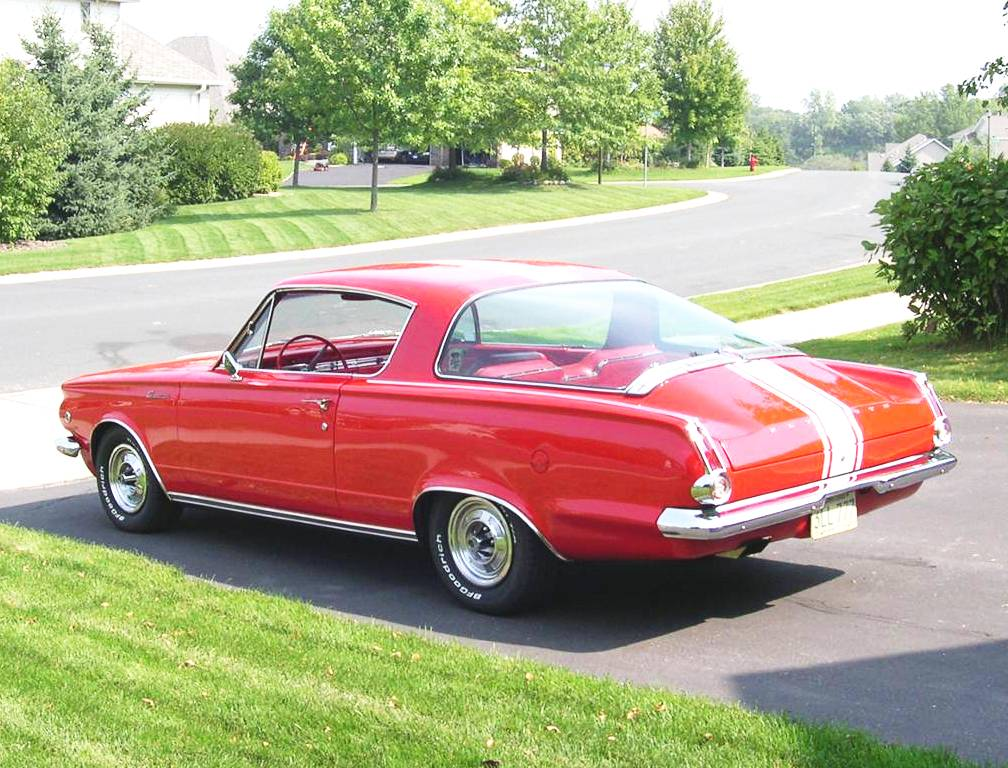
1964 Plymouth Barracuda.

«Стинг Рей» положил начало новому всплеску популярности фастбэков, тем не менее, у большинства из них задняя часть была всё же не каплевидной, а просто покатой, или плавно понижающейся в задней части. По сути фастбэки нового поколения представляли собой продукт эволюции кузова типа fasttop, у которого крыша была продлена назад настолько, что практически достигла задней стенки багажника.

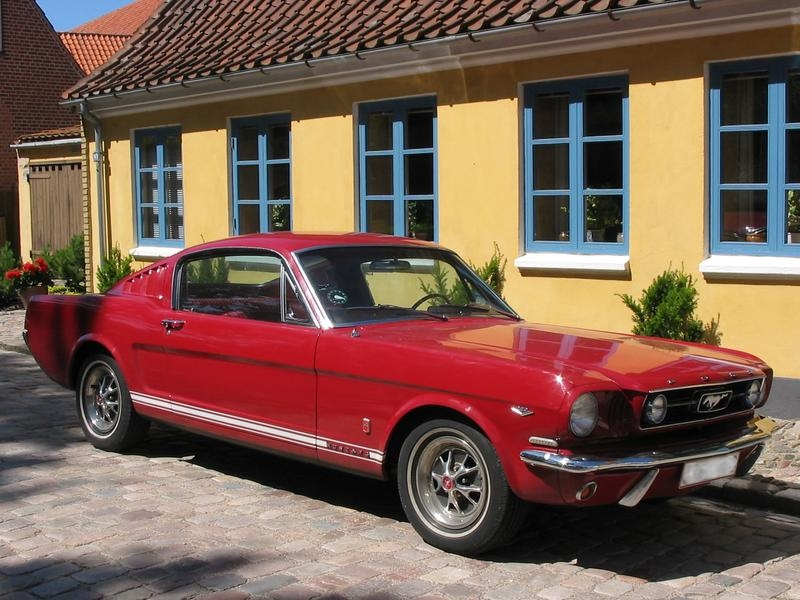
Ford Mustang Fastback.

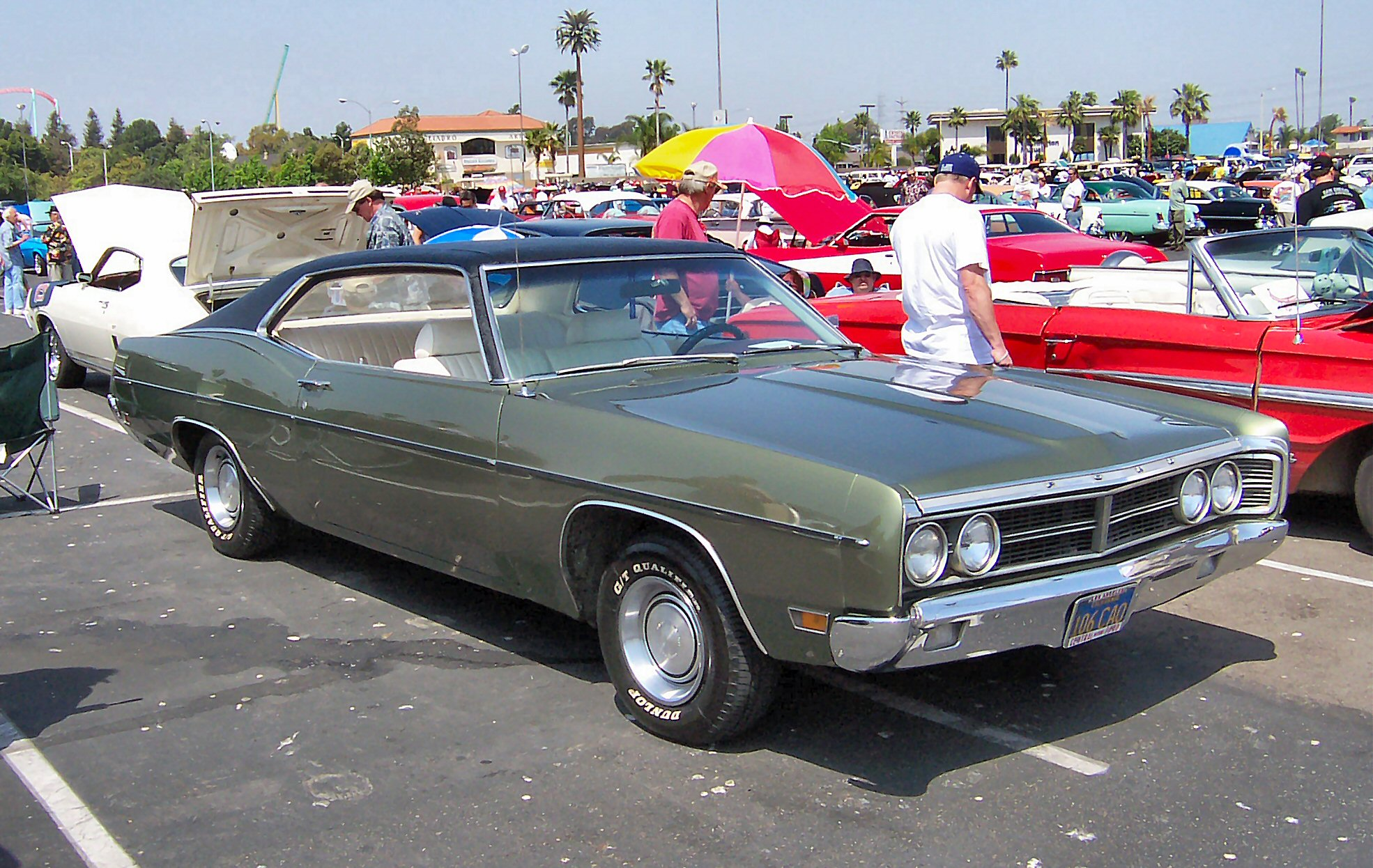
1968 Ford Galaxie 500 Sportsroof.

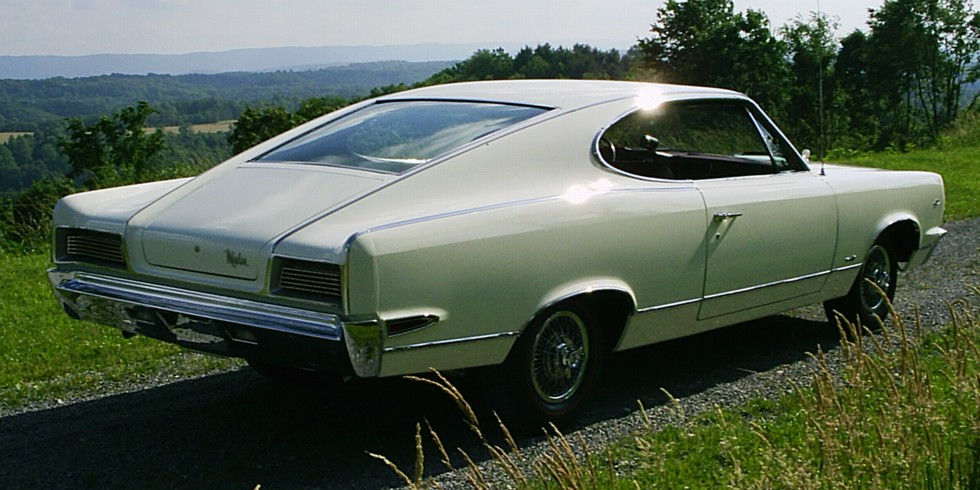
AMC Marlin модели 1967 года — американский спортивный фастбэк 1960-х годов.

Такой кузов благодаря моде на мощные и быстрые машины был очень популярен в США во второй половине 1960-х — начале 1970-х годов (типичный пример — Ford Mustang и многие muscle cars) и вызвал многочисленные подражания в Европе и Азии (например, Ford Capri). Именно такой типа кузова начинает ассоциироваться со спортивностью, в результате чего он практически вытесняет в Европе спортивные модели с каплевидной задней частью кузова (на практике часто более обтекаемые). Как правило, это был двухдверные автомобили спортивного толка, которые также называли Sports coupé или Berlinetta.
За счет применения очень больших сильно гнутых задних стекол на фастбэках этого поколения удалось вполне удовлетворительно решить проблемы с обзорностью. Так, фастбэк Plymouth Barracuda модели 1964 года имел самое большое на тот момент в мире заднее стекло. Главной же проблемой оставалась невысокая практичность багажника при такой конфигурации крыши; хотя объём его был потенциально велик, доступ к багажу был неудобен. Введение откидной спинки заднего сиденья, как на той же «Барракуде», помогало решить эту проблему лишь отчасти.

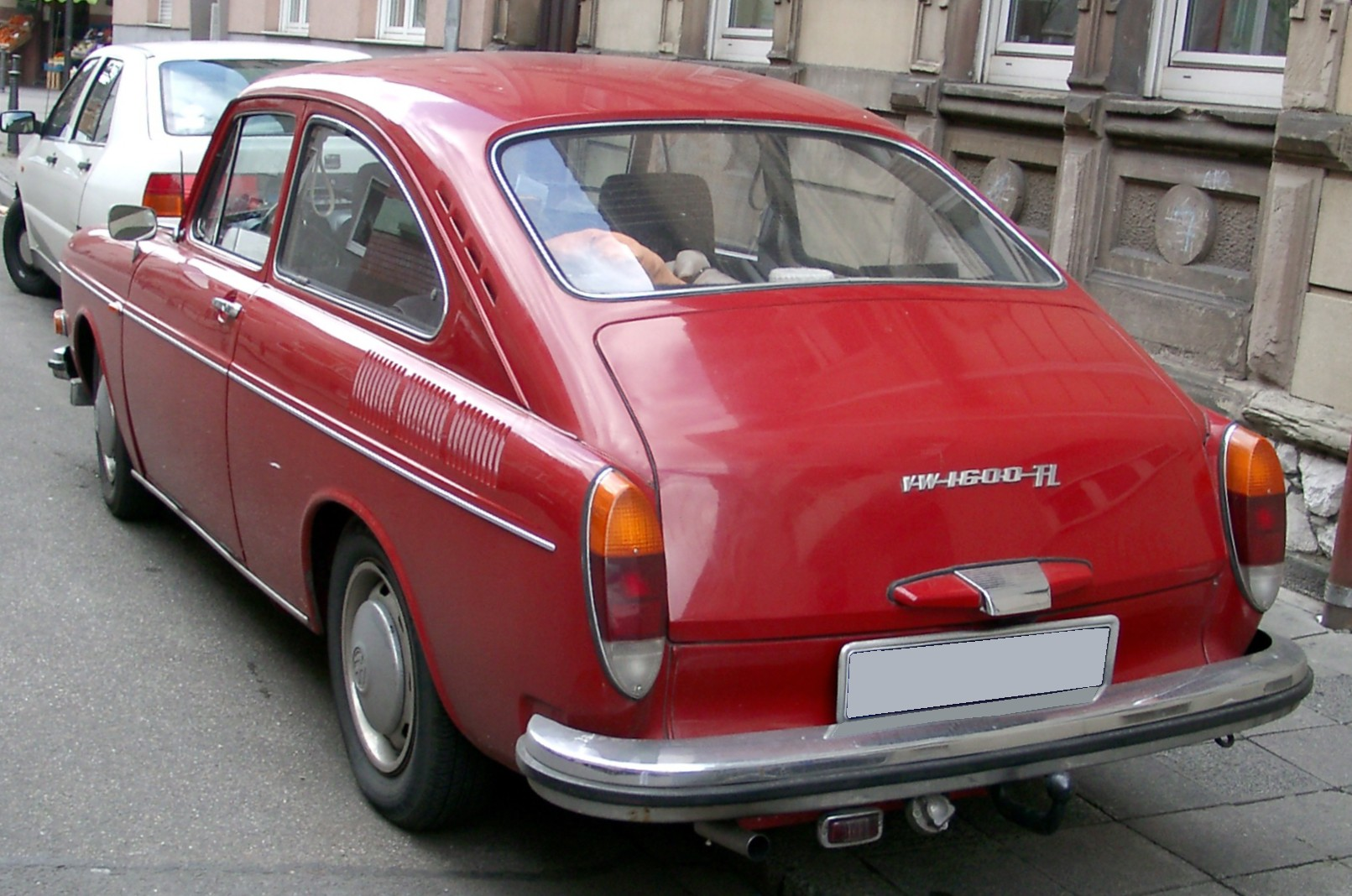
Volkswagen Typ 3 1600, 1965 год.

Впоследствии эта линия кузовов получила дополнительную дверь в задке и стала аналогом европейских хетчбэков, которые в Европе произошли от универсалов, поэтому были в основном пятидверными и имели трехоконную боковину, в то время как американские — преимущественно трехдверными (или, по-американски, двухдверными) и с четырехоконной боковиной. В США по отношению к таким кузовам впервые стали употреблять термин Sport Utility, что означает «спортивная практичность». В настоящее время он ассоциируется в первую очередь с комфортабельными внедорожниками (SUV).

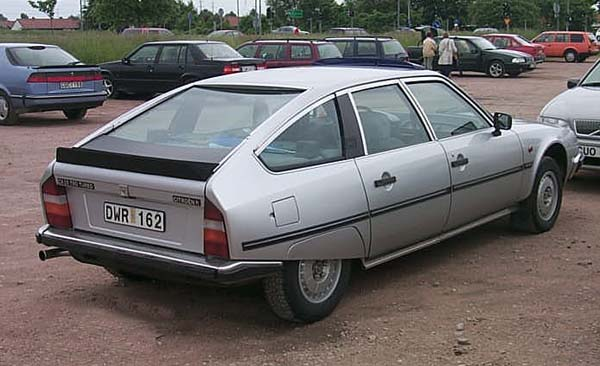
Citroen CX имел форму, по сути переходную от фастбэка к каммбэку, объединяя покатую в задней части крышу с высокой вертикальной задней стенкой.

Именно в эти годы термин «фастбэк» стал использоваться как противоположный термину «хетчбэк» и обозначающий автомобиль с такой же формой кузова, но без двери в задней стенке. Во время первого пика популярности фастбэков такое противопоставление не имело смысла, так как хетчбэки в те годы ещё не получили широкого распространения. По сути фастбэки 1960-х годов оказались своего рода переходным звеном к полноценным хетчбэкам 1970-х годов.
В Европе также появилось определенное количество автомобилей с кузовом «фастбэк», например, Citroen CX и Volkswagen Passat B1, но они всё же оставались сравнительно редкой экзотикой: европейским мейнстримом уже тогда начинали становиться хетчбэка с подъёмной дверцей в задней части.
Между тем, требование дальнейшего улучшения аэродинамики автомобилей в 1970-е годы вызвало новую волну исследований, в ходе которых была выявлена оптимальная с этой точки зрения и с учётом оптимального размещения пассажиров и груза форма кузова «аэродинамический клин» с высокой и резко обрывающейся задней стенкой. Эта форма автомобиля автомобиля была реализована в 1980-е годы и получила широкое распространение впоследствии.

### Настоящее время
В 2010-е годы, начиная с модели Mercedes-Benz CLS (2010), в Европе возрождается мода на кузова с плавно снижающейся покатой задней стенкой кузова, как правило применяемые на дорогостоящих автомобилях спортивного типа. В качестве примеров можно назвать Audi А5 Sportback, Audi A7 Sportback, BMW 5 Series Gran Turismo. В отличие от положившего начало этому направлению «Мерседеса», бывшего настоящим четырёхдверным фастбэком с обычной крышкой багажника, эти автомобили имеют остеклённую пятую дверь в задке и фактически являются лифтбэками, хотя производители предпочитают использовать для них оригинальные термины, такие, как тот же Sportback.